# Nehe
Koordinaten: 48° 25′ N, 125° 0′ O
Die Stadt Nehe (訥河市 / 讷河市,  Nèhé Shì) ist eine kreisfreie Stadt der bezirksfreien Stadt Qiqihar in der chinesischen Provinz Heilongjiang. Sie hat eine Fläche von 6.369 km² und zählt 436.906 Einwohner (Stand: Zensus 2020).